# 索扎克區
45°07′12″N 68°38′24″E / 45.12000°N 68.64000°E

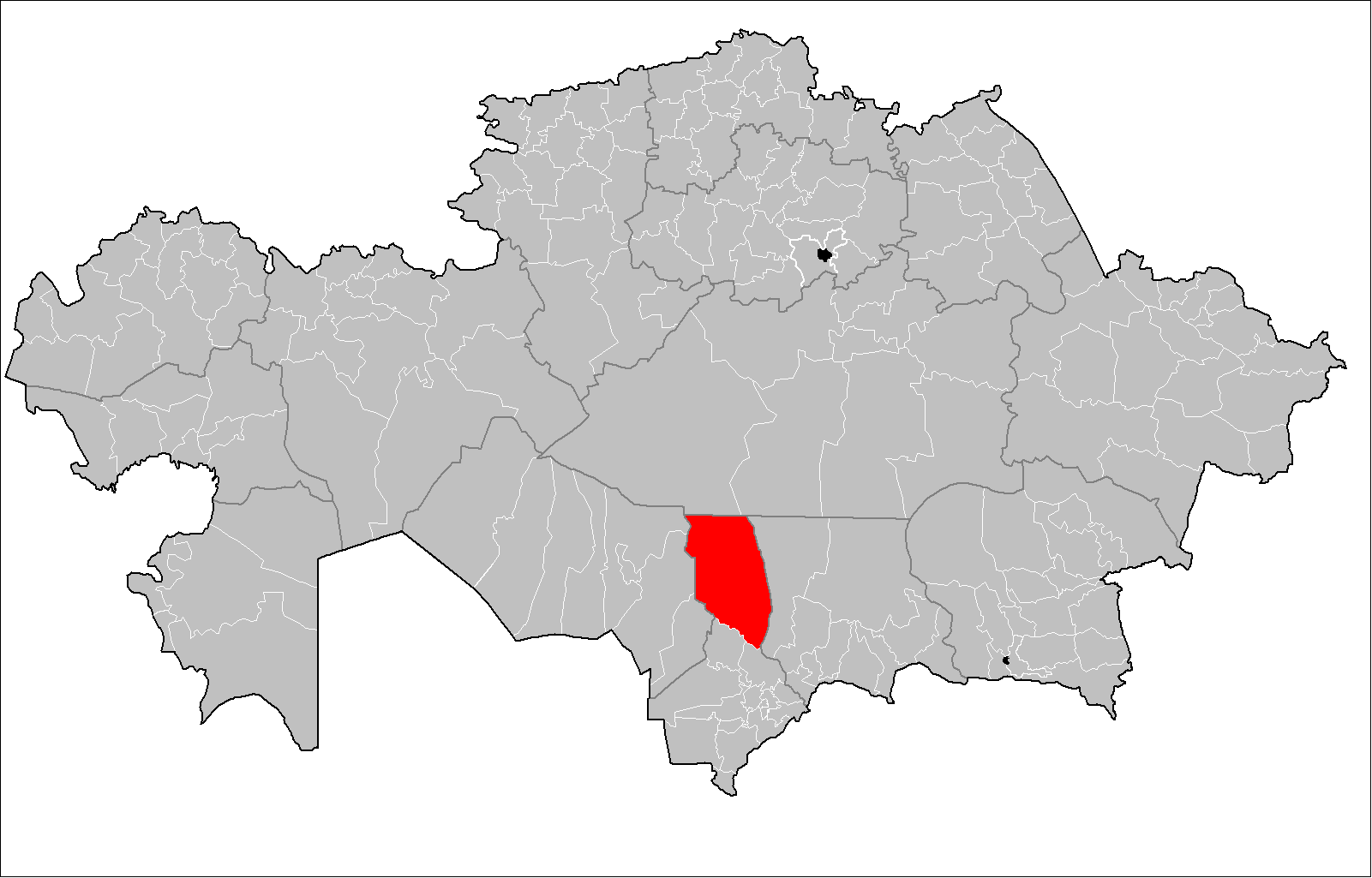

索扎克區是哈薩克斯坦的行政區，位於該國南部，由突厥斯坦州負責管轄，首府設於紹拉克科格蘭，始建於1928年，面積41,000平方公里，2019年人口61,512。